# إعلان طشقند
إعلان طشقند هو اتفاق سلام بين الهند وباكستان تم توقيعه في 10 يناير 1966م والذي بموجبه تم حل الحرب الهندية الباكستانية عام 1965. تحقق السلام في 23 سبتمبر بتدخل القوى الخارجية التي دفعت الدولتين لوقف إطلاق النار، خوفًا من أن الصراع سيتصاعد وستدخل القوى الأخرى.
كانت الحرب بين الهند وباكستان في عام 1965 تصعيدًا للقتال الصغير وغير النظامي الذي بدأ من أبريل 1965 إلى سبتمبر 1965 بين البلدين، وذلك للسيطرة على الموارد الثمينة وعلى ولاء سكان ولاية جامو وكشمير، وهي نقطة حساسة بين البلدين منذ التقسيم في عام 1947.

## نظرة عامة
عقد الاجتماع في طشقند في جمهورية أوزبكستان الاشتراكية السوفيتية (أوزبكستان الآن) في الفترة من 4 إلى 10 يناير 1966 لمحاولة إيجاد تسوية دائمة. أدار السوفييت ويمثلهم رئيس الوزراء أليكسي كوسيغين عقد لقاء بين رئيس الوزراء الهندي لال بهادور شاستري والرئيس الباكستاني محمد أيوب خان. أجبر مؤتمر طشقند تحت ضغط الأمم المتحدة والإدارة الأمريكية والسوفياتية، الهند وباكستان على الالتزام بالتزاماتهما السابقة بموجب المعاهدة وقبول الوضع الراهن قبل التخلي عن المناطق التي تم الاستيلاء عليها بعضها البعض والعودة إلى خط وقف إطلاق النار لعام 1949 في كشمير.

## الإعلان
اعتبر المؤتمر نجاحًا كبيرًا وكان من المأمول أن يكون الإعلان الذي تم إصداره إطارًا للسلام الدائم. جاء في الإعلان أن القوات الهندية والباكستانية ستنسحب إلى مواقعها قبل الصراع، وخطوط ما قبل أغسطس، في موعد لا يتجاوز 25 فبراير 1966، ولن تتدخل الدولتان في الشؤون الداخلية لبعضهما البعض، وسيتم استعادة العلاقات الاقتصادية والدبلوماسية، وسيكون هناك نقل منظم لأسرى الحرب، وسيعمل الزعيمان على تحسين العلاقات الثنائية.

## بعد ذلك
تم انتقاد الاتفاقية في الهند لأنها لم تتضمن اتفاقًا بعدم الحرب أو تخليًا عن حرب العصابات في كشمير. بعد توقيع الاتفاقية توفي رئيس الوزراء الهندي لال بهادور شاستري في ظروف غامضة في طشقند. وفاة شاستري المفاجئة أدت إلى نظريات المؤامرة المستمرة بأنه تسمم. رفضت الحكومة الهندية رفع السرية عن تقرير عن وفاته مدعيا أن هذا قد يضر بالعلاقات الخارجية، ويسبب اضطرابًا في البلاد ويسبب انتهاكًا للامتيازات البرلمانية.
وفقًا لإعلان طشقند عقدت المحادثات على المستوى الوزاري يومي 1 و2 مارس 1966. على الرغم من أن هذه المحادثات لم تكن مثمرة، فقد استمر التبادل الدبلوماسي طوال فصلي الربيع والصيف. لم تتحقق أي نتيجة من هذه المحادثات، حيث كان هناك اختلاف في الرأي حول قضية كشمير. صدم خبر إعلان طشقند شعب باكستان الذي كان يتوقع شيئًا مختلفًا. ساءت الأمور أكثر فأكثر عندما رفض أيوب خان التعليق وذهب إلى العزلة بدلاً من الإعلان عن أسباب توقيع الاتفاق. اندلعت المظاهرات وأعمال الشغب في أماكن مختلفة في جميع أنحاء باكستان. كان الاختلاف حول إعلان طشقند الذي أدى في النهاية إلى إقالة ذو الفقار علي بوتو من حكومة أيوب، التي أطلقت لاحقًا حزبه الخاص، ودعا حزب الشعب الباكستاني. على الرغم من أن أيوب خان كان قادرًا على تلبية مخاوف الناس، إلا أن إعلان طشقند أضر بشكل كبير بصورته وكان أحد العوامل التي أدت إلى سقوطه.